# Гайдук (река)
Гайдук — пересыхающий водоток в России, находится в Калмыкии в долине реки Кумы. Устье теряется в песках. Длина — 27 км. Расположено севернее песков Хаксу-Эльсин. В советское время на водотоке располагалась ферма № 5 совхоза № 110.

## Данные водного реестра
По данным государственного водного реестра России относится к Западно-Каспийскому бассейновому округу, водохозяйственный участок реки — Кума от впадения реки Мокрая Буйвола и до устья. Речной бассейн реки — Бессточные районы междуречья Терека, Дона и Волги.
Код объекта в государственном водном реестре — 07010001012108200002478.